# Вонігівська сільська рада
Вонігівська сільська рада — колишній орган місцевого самоврядування у Тячівському районі Закарпатської області з адміністративним центром у с. Вонігове.

## Населені пункти
Сільській раді були підпорядковані населені пункти:
- с. Вонігове

## Склад ради
Рада складалася з 18 депутатів та голови.

## Керівний склад сільської ради
| ПІБ                   | Основні відомості                                                         | Дата обрання | Дата звільнення |
| --------------------- | ------------------------------------------------------------------------- | ------------ | --------------- |
| Добош Іван Васильович | Сільський голова, 1951 року народження, освіта, безпартійний              | 26.03.2006   | 31.10.2010      |
| Олаг Юрій Петрович    | Сільський голова, 1962 року народження, освіта вища, член Партії регіонів | 31.10.2010   |                 |

Примітка: таблиця складена за даними джерела